# Danh sách cầu thủ tham dự giải vô địch bóng đá U-17 châu Âu 2006
Dưới đây là danh sách các đội hình tham gia Giải vô địch bóng đá U-17 châu Âu 2006 ở Luxembourg.

## Bỉ
Huấn luyện viên: Eric Abrams 
| #  | Name                    | Pos | Club           |
| -- | ----------------------- | --- | -------------- |
| 1  | Tom Vandenbossche       | GK  | Club Brugge    |
| 2  | Enrico Pellegriti       | DF  | Genk           |
| 3  | Toby Alderweireld       | DF  | Ajax           |
| 4  | Cor Gillis              | DF  | Anderlecht     |
| 5  | Jeremy Huyghebaert      | DF  | Mouscron       |
| 6  | Axel Witsel             | MF  | Standard Liège |
| 7  | Cedric Baes             | FW  | Genk           |
| 8  | Siegerd Degeling        | MF  | Feyenoord      |
| 9  | Dieter Wittesaele       | FW  | Cercle Brugge  |
| 10 | Gael Arend              | MF  | Standard Liège |
| 11 | Livio D'Amires          | FW  | Genk           |
| 12 | Cyprien Baguette        | GK  | Charleroi      |
| 13 | Dwayne Dildick          | DF  | Club Brugge    |
| 14 | Robbe Van Ruyskensvelde | DF  | Club Brugge    |
| 15 | Niels De Loof           | MF  | Club Brugge    |
| 16 | Mehdi Carcela-González  | FW  | Standard Liège |
| 17 | Maurizio Aquino         | FW  | Genk           |
| 18 | Jens Van Damme          | FW  | Cercle Brugge  |

## Cộng hòa Séc
Huấn luyện viên: Jakub Dovalil 
| #  | Name               | Pos | Club              |
| -- | ------------------ | --- | ----------------- |
| 1  | Marek Štěch        | GK  | Sparta Prague     |
| 2  | Ondřej Mazuch      | DF  | Brno              |
| 3  | Jan Polák          | DF  | Slovan Liberec    |
| 4  | Martin Zeman       | MF  | Sparta Prague     |
| 5  | Jan Hable          | MF  | Hradec Králové    |
| 6  | Lukáš Vácha        | DF  | Slavia Prague     |
| 7  | Jan Vošahlík       | FW  | Marila Příbram    |
| 8  | Ivan Lacko         | MF  | Brno              |
| 9  | Martin Holek       | MF  | Slovácko          |
| 10 | Tomáš Necid        | FW  | Slavia Prague     |
| 11 | Tomáš Pekhart      | FW  | Tottenham Hotspur |
| 12 | Petr Reinberk      | MF  | Slovácko          |
| 13 | Miroslav Štěpánek  | DF  | Sigma Olomouc     |
| 14 | Radim Řezník       | DF  | Baník Ostrava     |
| 15 | Jakub Heidenheimer | DF  | Sigma Olomouc     |
| 16 | Ondřej Volšík      | GK  | Hradec Králové    |
| 17 | Petr Wojnar        | MF  | Baník Ostrava     |
| 18 | Jakub Süsser       | DF  | Chmel Blšany      |

## Đức
Huấn luyện viên: Bernd Stöber 
| #  | Name                | Pos | Club                     |
| -- | ------------------- | --- | ------------------------ |
| 1  | Ron-Robert Zieler   | GK  | Manchester United        |
| 2  | Björn Kopplin       | DF  | Bayern Munich            |
| 3  | David Vrzogic       | DF  | Borussia Dortmund        |
| 4  | Christopher Schorch | DF  | Hertha BSC               |
| 5  | Florian Jungwirth   | DF  | 1860 Munich              |
| 6  | Sven Bender         | MF  | 1860 Munich              |
| 7  | Marko Marin         | MF  | Borussia Mönchengladbach |
| 8  | Lars Bender         | MF  | 1860 Munich              |
| 9  | Manuel Fischer      | FW  | VfB Stuttgart            |
| 10 | Toni Kroos          | MF  | Hansa Rostock            |
| 11 | Timo Gebhart        | FW  | 1860 Munich              |
| 12 | Sascha Burchert     | GK  | Hertha BSC               |
| 13 | Stefan Reinartz     | DF  | Bayer Leverkusen         |
| 14 | Mathias Wittek      | DF  | 1860 Munich              |
| 15 | Danny Latza         | MF  | Schalke 04               |
| 16 | Mario Vrančić       | MF  | Mainz 05                 |
| 17 | Sebastian Huke      | FW  | Hertha BSC               |
| 18 | Raphael Lorenz      | FW  | Borussia Dortmund        |

## Hungary
Huấn luyện viên: József Both 
| #  | Name             | Pos | Club            |
| -- | ---------------- | --- | --------------- |
| 1  | Milán Balikó     | GK  | MTK Budapest    |
| 2  | Attila Busai     | DF  | MTK Budapest    |
| 3  | Ádám Simon       | MF  | MTK Budapest    |
| 4  | András Gál       | DF  | MTK Budapest    |
| 5  | András Debreceni | DF  | Budapest Honvéd |
| 6  | Gergő Rása       | MF  | MTK Budapest    |
| 7  | Vladimir Koman   | MF  | Sampdoria       |
| 8  | Ádám Dudás       | FW  | Győri ETO       |
| 9  | Krisztián Németh | FW  | MTK Budapest    |
| 10 | Márk Nikházi     | FW  | MTK Budapest    |
| 11 | Péter Tóth       | FW  | Újpest          |
| 12 | Péter Gulácsi    | GK  | MTK Budapest    |
| 13 | Adrián Szekeres  | DF  | MTK Budapest    |
| 14 | Ádám Présinger   | DF  | MTK Budapest    |
| 15 | Tamás Nagy       | MF  | MTK Budapest    |
| 16 | András Simon     | FW  | MTK Budapest    |
| 17 | László Szabó     | FW  | MTK Budapest    |
| 18 | Dániel Lengyel   | DF  | MTK Budapest    |

## Luxembourg
Huấn luyện viên: Ronny Bonvini 
| #  | Name               | Pos | Club                   |
| -- | ------------------ | --- | ---------------------- |
| 1  | Fabiano Castellani | GK  | Rumelange              |
| 2  | Massimo Martino    | DF  | Racing Luxembourg      |
| 3  | Christophe Scholer | DF  | Racing Luxembourg      |
| 4  | Michel Kettenmeyer | DF  | Villerupt              |
| 5  | Jérôme Marcolino   | DF  | Käerjeng 97            |
| 6  | Lars Gerson        | MF  | —                      |
| 7  | Pit Hilbert        | FW  | AS Pratzerthal/Rédange |
| 8  | Gilles Bettmer     | MF  | SC Freiburg            |
| 9  | Miralem Pjanić     | MF  | Metz                   |
| 10 | Matthew De Cae     | MF  | Kehlen                 |
| 11 | Richard Jankowoy   | FW  | Mensdorf               |
| 12 | André Bill         | GK  | Käerjeng 97            |
| 13 | Mirko Albanese     | FW  | Differdange            |
| 14 | Ricardo Thom       | MF  | Mondercange            |
| 15 | Mato Djuric        | FW  | Racing Luxembourg      |
| 16 | Mathias Jänisch    | MF  | Hostert                |
| 17 | Paul Bossi         | MF  | Progrès Niedercorn     |
| 18 | Tom Siebenaler     | DF  | Remerschen             |

## Nga
Huấn luyện viên: Igor Kolyvanov 
| #  | Name                | Pos | Club                               |
| -- | ------------------- | --- | ---------------------------------- |
| 1  | Roman Savenkov      | GK  | Krylia Sovetov-SOK Dimitrovgrad    |
| 2  | Sergei Morozov      | DF  | Torpedo Moscow                     |
| 3  | Artyom Samsonov     | DF  | Torpedo Moscow                     |
| 4  | Aleksandr Sapeta    | MF  | Saturn Ramenskoe                   |
| 5  | Anton Vlasov        | DF  | FC Krylia Sovetov-SOK Dimitrovgrad |
| 6  | Vadim Gagloyev      | MF  | CSKA Moscow                        |
| 7  | Yevgeni Korotayev   | FW  | FC Krylia Sovetov-SOK Dimitrovgrad |
| 8  | Semyon Fomin        | MF  | Lokomotiv Moscow                   |
| 9  | Aleksandr Prudnikov | FW  | Spartak Moscow                     |
| 10 | Igor Gorbatenko     | MF  | FC Krylia Sovetov-SOK Dimitrovgrad |
| 11 | Yan Bobrovsky       | MF  | Zenit Saint Petersburg             |
| 12 | Yevgeny Pomazan     | GK  | Kuban Krasnodar                    |
| 13 | Dmitri Ryzhov       | FW  | FC Krylia Sovetov-SOK Dimitrovgrad |
| 14 | Pavel Mochalin      | MF  | Zenit Saint Petersburg             |
| 15 | Roman Amirkhanov    | DF  | Lokomotiv Moscow                   |
| 16 | Amir Kashiyev       | MF  | CSKA Moscow                        |
| 17 | Denis Shcherbak     | MF  | FC Krylia Sovetov-SOK Dimitrovgrad |
| 18 | Aleksandr Marenich  | FW  | Rostov                             |

## Serbia and Montenegro
Huấn luyện viên: Saša Medin 
| #  | Name             | Pos | Club        |
| -- | ---------------- | --- | ----------- |
| 1  | Marko Knežević   | GK  | —           |
| 2  | Dušan Brković    | DF  | —           |
| 3  | Rajko Brežančić  | DF  | —           |
| 4  | Saša Blagojević  | DF  | —           |
| 5  | Miloš Nikolić    | MF  | —           |
| 6  | Nikola Gulan     | MF  | FK Partizan |
| 7  | Zarija Peličić   | MF  | —           |
| 8  | Stevan Jovetić   | FW  | Partizan    |
| 9  | Nenad Adamović   | MF  | Partizan    |
| 10 | Igor Miladinović | MF  | —           |
| 11 | Veljko Vuković   | MF  | —           |
| 12 | Živko Živković   | GK  | —           |
| 13 | Goran Četnik     | DF  | —           |
| 14 | Marko Nikolić    | MF  | —           |
| 15 | Slavko Lukić     | DF  | —           |
| 16 | Slavko Perović   | FW  | —           |
| 17 | Darko Karadžić   | MF  | —           |
| 18 | Vlado Peličić    | DF  | —           |

## Tây Ban Nha
Huấn luyện viên: Juan Santisteban 
| #  | Name              | Pos | Club            |
| -- | ----------------- | --- | --------------- |
| 1  | Sergio Asenjo     | GK  | Real Valladolid |
| 2  | Manuel Castellano | DF  | Valencia        |
| 3  | Ramón Soria       | DF  | Villarreal      |
| 4  | Roberto García    | DF  | Atlético Madrid |
| 5  | Pedro Alcalá      | DF  | Málaga          |
| 6  | Ignacio Camacho   | MF  | Atlético Madrid |
| 7  | César Azpilicueta | DF  | Osasuna         |
| 8  | Marcos Gullón     | MF  | Villarreal      |
| 9  | Emilio Nsue       | FW  | Mallorca        |
| 10 | Aarón Ñíguez      | FW  | Valencia        |
| 11 | Cristian Vergara  | MF  | Barcelona       |
| 12 | César Ortiz       | DF  | Atlético Madrid |
| 13 | Jesús Coca        | GK  | Atlético Madrid |
| 14 | Rubén Ramos       | FW  | Atlético Madrid |
| 15 | Guillem Savall    | DF  | RCD Espanyol    |
| 16 | Bojan Krkić       | FW  | Barcelona       |
| 17 | Raúl Baena        | MF  | Barcelona       |
| 18 | José Hermosa      | MF  | Villarreal      |

Bản mẫu:European Under-16/17 Football Championship